# Asama
Der Asama (japanisch 浅間山, -yama) ist ein komplexer Vulkan auf der japanischen Insel Honshū. Er liegt rund 150 Kilometer nordwestlich von Tokio an der Grenze der Präfekturen Gunma und Nagano. Der Asama ist der aktivste Vulkan der Insel Honshū.

## Aufbau
Der Asama liegt etwas östlich des Kurofu, eines aus Andesit aufgebauten Vulkans, der vor rund 20.000 Jahren durch einen Erdrutsch zerstört wurde. Anschließend entstand ein Schildvulkan aus Dazit; er war insbesondere vor 11.000 bis 14.000 Jahren Ausgangspunkt von pyroklastischen Strömen. Zur gleichen Zeit entstand der Lavadom Ko-Asama, der rund drei Kilometer östlich des heutigen Gipfels liegt. Alle Eruptionen in historischer Zeit gingen vom Maekake aus, der wahrscheinlich ein Alter von wenigen tausend Jahren hat. Dem Maekake aufgesetzt ist der Koma, ein pyroklastischer Kegel, der mit einer Höhe von 2568 Metern der Gipfel des Vulkans ist.

## Ausbrüche

Ein Bild, das den Ausbruch des Asama im Jahr 1783 darstellt

Aus historischer Zeit sind zahlreiche Ausbrüche bekannt; zu besonders starken Eruptionen kam es in den Jahren 1108 und 1783. Der Ausbruch von 1108 wird in Verbindung gebracht mit klimatischen Veränderungen im Jahr 1110 in England sowie einer ungewöhnlichen Verdunklung des Mondes im Mai desselben Jahres, die im Peterborough Chronicle beschrieben wurde.

“On the fifth night in the month of May appeared the moon shining bright in the evening, and afterwards by little and little it’s light diminished, so that, as soon as night came, it was so completely extinguished withal, that neither light, nor orb, nor anything at all of it was seen.”

„In der fünften Nacht im Monat Mai erschien der Mond hell leuchtend am Abend, und danach wurde das Licht nach und nach schwächer, so dass, sobald die Nacht kam, es so vollständig ausgelöscht wurde, dass weder Licht noch Himmelskörper, noch irgendetwas anderes davon gesehen wurde.“

1783 brach der Asama erneut aus und verursachte weitreichende Schäden. Die dreimonatige plinianische Eruption, die am 9. Mai 1783 begann, produzierte andesitische Bimssteine, pyroklastische- und Lavaströme und vergrößerte den Kegel. Die klimaktische Eruption begann am 4. August 1783 und dauerte 15 Stunden, wobei es zu Bimssteinausbrüchen und Glutlawinen kam. Beim Ausbruch am 4. und 5. August kamen bis zu 1.400 Menschen ums Leben. Die ausgestoßenen Staub- und Aschemengen verringerten die Sonneneinstrahlung, wodurch das Wetter kalt und regnerisch wurde. Zwischen 1783 und 1787 kam es im Norden Japans zu einer Hungersnot, bei der schätzungsweise 300.000 Menschen starben. Der Ausbruch des Asama wird als eine von mehreren Ursachen der Hungersnot genannt. Auf den außergewöhnlich kalten Winter 1783/84 hatte die Eruption des Asama im Vergleich zu den ebenfalls 1783 ausgebrochenen Laki-Kratern in Island einen nur geringen Einfluss.
Die letzten Ausbrüche des Asama waren in den Jahren 2004, 2008, 2009 und 2019. Zwischen September und November 2004 kam es zu mehreren explosiven Eruptionen, bei denen Asche ausgeworfen wurde. Im Krater bildete sich vorübergehend ein neuer Lavadom.
Seit 1933 betreibt die Universität Tokio ein Vulkanobservatorium am Asama, das am Osthang in rund 1400 Metern Höhe liegt. Das Observatorium war das erste seiner Art in Japan und trug maßgeblich zur Entwicklung der Vulkanologie in Japan bei. Insbesondere wurden Erdbeben erforscht, die Vulkanausbrüchen häufig vorausgehen.